# Ruch Kijów
Trwa dyskusja nad usunięciem tego artykułu, kliknij i weź w niej udział.
Ruch Kijów (ukr. ФК «Рух» Київ) – ukraiński klub piłkarski z siedzibą w stolicy kraju, mieście Kijów, działający w latach 1942–1943, w okresie okupacji niemieckiej.

## Historia
Chronologia nazw:
- 1942: Ruch Kijów (ukr. «Рух» Київ, ros. «Рух» Киев)
- 1943: klub rozwiązano

Drużyna piłkarska Ruch została założona w Kijowie w 1942 roku, po tym jak niemieckie wojska okupowali miasto. Skład drużyny składał się z pracowników władz miasta i byłych kijowskich sportowców, którzy pozostali wtedy w Kijowie. Klub trenował były szkoleniowiec Łokomotywu Kijów Heorhij Szwecow. Sezon piłkarski w mieście rozpoczął się 7 czerwca 1942 roku meczem drużyn Start i Ruch. Od tego czasu zaczęto regularnie organizować mecze pomiędzy lokalnymi drużynami a piłkarzami stacjonujących wówczas w Kijowie okupacyjnych jednostek wojskowych.
W 1943 roku klub został rozwiązany.